# Vadim Gusev
Vadim Gusev (* 16. Juni 1981 in Visaginas) ist ein ehemaliger litauischer Skilangläufer und Biathlet.
Vadim Gusev war zunächst als Skilangläufer aktiv. Gegen Ende 2001 bestritt er seine ersten FIS-Rennen und Rennen im Skilanglauf-Continental-Cup, ohne nennenswerte Ergebnisse zu erzielen. Dennoch wurde er für die Olympischen Winterspiele 2002 von Salt Lake City nominiert. Bei den Wettkämpfen von Soldier Hollow wurde der Litauer 52. des Freistil-Sprints, 55. über 50 Kilometer Klassisch, 59. über 15 Kilometer Klassisch sowie jeweils 63. im 30-Kilometer-Freistil-Massenstartrennen und in der Doppelverfolgung. Letztere musste er nach dem Klassikteil beenden, da er sich nicht für den Skating-Teil qualifizieren konnte. Im folgenden Jahr nahm Gusev in Tarvisio an der Winter-Universiade 2003 teil und kam auf die Plätze 34 über 10 Kilometer Klassisch und 36 im Freistil-Sprint.
Zur Saison 2003/04 wechselte Gusev vom Langlauf zum Biathlon. Sein erstes Rennen bestritt er im Rahmen des Europacups in Ridnaun, bei dem er 72. eines Sprints wurde. Danach folgte in Osrblie die ersten Rennen im Biathlon-Weltcup. In seinem ersten Einzel wurde der Litauer 103., im folgenden Sprint konnte er mit Rang 100 erstmals die besten 100 erreichen. Erste internationale Meisterschaften im neuen Sport wurden die Biathlon-Weltmeisterschaften 2004 in Oberhof. Gusev wurde 85. des Einzels und 88. des Sprints. Es folgten die Biathlon-Europameisterschaften 2004 in Minsk, bei denen er 46. des Sprints und 41. der Verfolgung wurde. Abschluss der Saison wurde die Militär-Skiweltmeisterschaft 2004 in Östersund. Im 10-Kilometer-Freistilrennen im Skilanglauf wurde er 36., im Biathlon-Sprint 61. Früh in der Saison 2004/05 schaffte Gusev in Oslo als 71. eines Sprints sein bestes Weltcup-Ergebnis. Zum letzten Höhepunkt und Karriereabschluss wurden die Biathlon-Weltmeisterschaften 2005 in Hochfilzen. Im Einzel belegte er den 95. Platz, mit Rang 82 im Sprint erreichte er in seinem letzten Rennen noch einmal eine seiner besten internationalen Platzierungen.

## Weltcupstatistik
Die Tabelle zeigt alle Platzierungen (je nach Austragungsjahr einschließlich Olympische Spiele und Weltmeisterschaften).
- 1.–3. Platz: Anzahl der Podiumsplatzierungen
- Top 10: Anzahl der Platzierungen unter den ersten zehn (einschließlich Podium)
- Punkteränge: Anzahl der Platzierungen innerhalb der Punkteränge (einschließlich Podium und Top 10)
- Starts: Anzahl gelaufener Rennen in der jeweiligen Disziplin

| Platzierung         | Einzel | Sprint | Verfolgung | Massenstart | Staffel | Gesamt |
| ------------------- | ------ | ------ | ---------- | ----------- | ------- | ------ |
| 1. Platz            |        |        |            |             |         |        |
| 2. Platz            |        |        |            |             |         |        |
| 3. Platz            |        |        |            |             |         |        |
| Top 10              |        |        |            |             |         |        |
| Punkteränge         |        |        |            |             |         |        |
| Starts              | 7      | 13     |            |             |         | 20     |
| Stand: Karriereende |        |        |            |             |         |        |